# 巴布马杜姆门

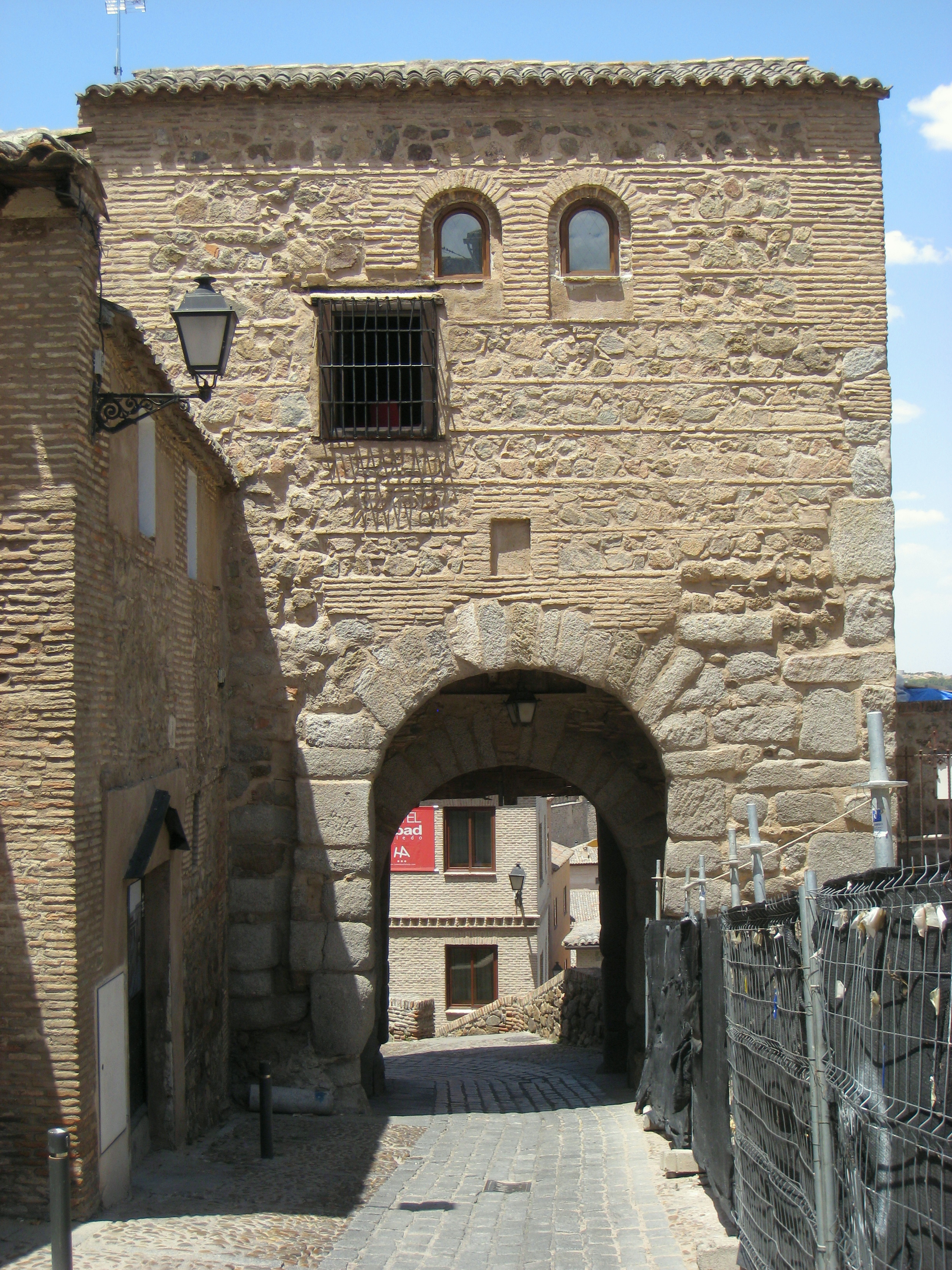

巴布马杜姆门（Puerta Bab al-Mardum）是西班牙故都托莱多的一个城门。它建于10世纪，是该市最古老的城门之一。它的名字“马杜姆”在阿拉伯语中意为封锁。也许是因为它的功能被太阳门（Puerta del Sol）所取代。而西班牙语名称Valmardón 是模仿阿拉伯语的发音。
附近的光辉基督清真寺（Cristo de la Luz）的另一个名字是巴布马杜姆清真寺（Mezquita Bab al-Mardum）。